# 王士光
王士光（1915年6月—2003年6月24日），原名王光杰，男，北京人，中国电子技术专家。

## 家族
父親王治昌曾任北洋政府商务司代理司长、农商部、工商司司长等职；母亲董洁如生于富商家庭。
二哥王光琦，畢業於清華大學和沃頓商學院。 其子先後就讀於育英小學、北京十一學校、北京市一零一中學, 畢業於北京大學; 兒媳Juliana Yam，先後就讀於萬竹小學、上海市南洋模範中學、師大女附中, 畢業於上海交通大學; 兩人婚姻由榮智健(新郎南池子住所的鄰居)和Catherine Yung(新娘堂姐)分別擔任男女方媒妁。
妹妹王光美（1921年9月26日－2006年10月13日），首任全國人大常委會委員長、第二任国家主席刘少奇的第6任夫人（也是最后一任）。妹夫刘少奇（1898年11月24日－1969年11月12日），首任全国人大常委会委员长、第二任國家主席，文化大革命期间受迫害致死。